# Csalánlevelű harangvirág
A csalánlevelű harangvirág (Campanula trachelium) a fészkesvirágzatúak (Asterales) rendjébe, ezen belül a harangvirágfélék (Campanulaceae) családjába tartozó évelő faj.

## Elterjedése
Európa nagy részén előfordul (500 méterig), Magyarországon főleg nedvesebb erdőkben terem.

## Alfajai
- Campanula trachelium subsp. athoa (Boiss. & Heldr.) Hayek
- Campanula trachelium subsp. mauritanica (Pomel) Quézel
- Campanula trachelium subsp. trachelium

## Megjelenése

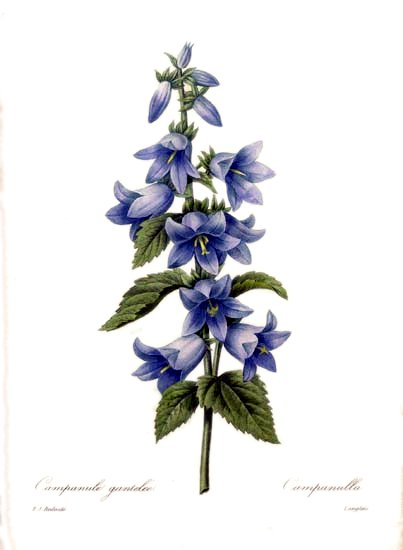

Termetes, legfeljebb 80 cm magas, érdesen szőrös növény. A szár vöröslő, felső részén szögletes keresztmetszetű. A virágzat buga vagy füzér, a virágok egyesével, vagy többesével murvalevelek tövében ülnek. A párta kékesibolya színű, 3–5 cm hosszú, belül pelyhes, a csészecimpák elállók. A tőlevelek szíves vállúak, nyelesek, a felső szárlevelek ülők, minden levél kétszeresen, durván fogas.

## Életmódja
A virágzási ideje júniustól októberig tart.